# Emmesomyia dexiaria
Emmesomyia dexiaria este o specie de muște din genul Emmesomyia, familia Anthomyiidae. A fost descrisă pentru prima dată de Stein în anul 1904.
Este endemică în Columbia. Conform Catalogue of Life specia Emmesomyia dexiaria nu are subspecii cunoscute.